# PGC 14849
LEDA/PGC 14849 ist eine Balken-Spiralgalaxie vom Hubble-Typ SBc im Sternbild Stier auf der Ekliptik. Sie ist schätzungsweise 171 Millionen Lichtjahre von der Milchstraße entfernt und gilt als Mitglied der NGC 1550-Gruppe (LGG 113). 

Im selben Himmelsareal befindet sich die Galaxie NGC 1542.